# Príncipe Imperial do México

A Casa de Iturbide.

Príncipe Imperial foi o título dado ao varão herdeiro aparente do Império Mexicano de 1822 a 1867. O título foi criado por Agustín I em honra de seu primogênito, Don Agustín Jerónimo. O título não é reconhecido pela Constituição mexicana, que estipula no 12º Artigo que "nenhum cidadão mexicano pode ostentar títulos nobiliárquicos", porém ainda é ostentado pelo pretendente, Maximiliano von Götzen-Iturbide.

## Príncipes Imperiais
| Image                                                                                              | Escudo de Armas | Nome                              | Descrição                                                                                       |
| -------------------------------------------------------------------------------------------------- | --------------- | --------------------------------- | ----------------------------------------------------------------------------------------------- |
| S.M.I. Agustín I (Imperador Constitucional do México, de 19 de maio de 1822 a 19 de março de 1823) |                 |                                   |                                                                                                 |
| |                 | S.A. Agustín Jerónimo de Iturbide | 22 de junho de 1822 - 19 de março de 1823 Herdeiro 20 de março de 1823 - 16 de setembro de 1865 |
| S.M.I. Maximiliano I (Imperador do México de 10 de abril de 1864 a 15 de maio de 1867)             |                 |                                   |                                                                                                 |
| |                 | S.A. Agustín de Iturbide y Green  | 16 de setembro de 1865 - 15 de maio de 1867Herdeiro 16 de maio de 1867 - 3 de março de 1925     |
| Herdeiros do trono do México                                                                       |                 |                                   |                                                                                                 |
| |                 | María Josefa Sofía de Iturbide    | 3 de março de 1925 - 12 de novembro de 1949                                                     |
| |                 | Maximiliano von Götzen-Iturbide   | 12 de novembro de 1949 - presente                                                               |